# 採擷今日

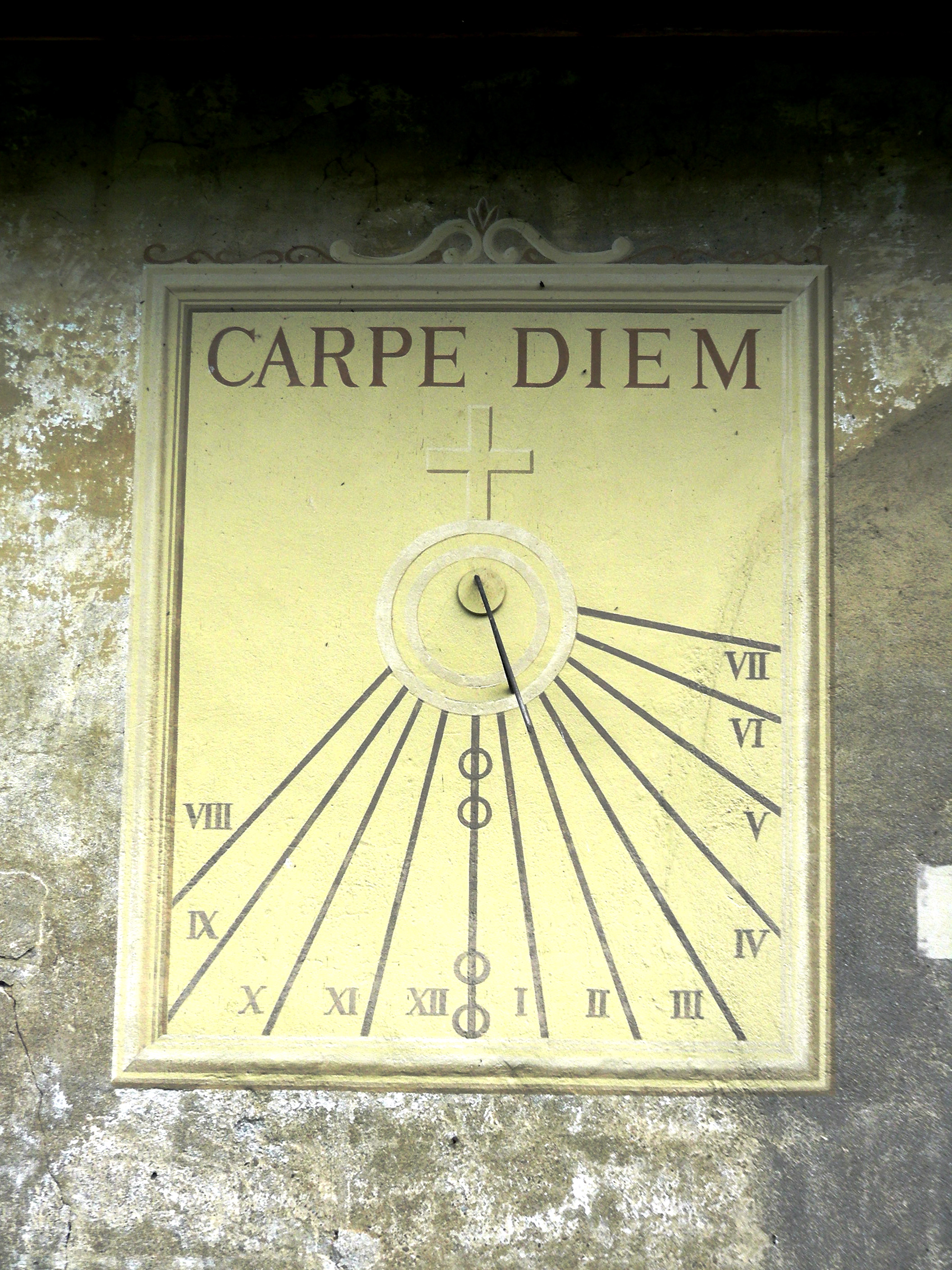
写有“Carpe diem”的日晷

採擷今日（常譯作活在當下、及時行樂）是一條拉丁語格言，語出賀拉斯《頌歌集》第一卷第十一首。

## 歷史

### 來源
賀拉斯《頌歌集》第一卷第十一首：
| -{Tu ne quaesieris, scire nefas, quem mihi, quem tibi finem di dederint, Leuconoe, nec Babylonios temptaris numeros. ut melius, quidquid erit, pati. seu pluris hiemes seu tribuit Iuppiter ultimam, quae nunc oppositis debilitat pumicibus mare Tyrrhenum. Sapias, vina liques et spatio brevi spem longam reseces. dum loquimur, fugerit invida aetas: carpe diem, quam minimum credula postero.}- | 你莫要探询－这不合神律－为你、为我 祂指定何种结局。琉柯诺，也莫用巴比伦 的术数窥测。却最好、忍受一切事情！ 无论尤比特分配了更多冬天、抑或 摧折着第勒诺海岸疏松岩石的这一场 便是终点，要明智、滤好酒、将长远的期望 斩断、生命短暂。谈话间，妒忌的光阴 已逃逝：采撷今日、莫要轻信明天。 |

### 古代文學
最早表達這種概念的書面作品似乎是《吉爾伽美什史詩》，其中西杜里（Siduli）建議吉爾伽美什停止哀悼、擁抱生活；不過一些學者認為史詩中並無擁抱生活之意，而是指『停止無用的哀悼儀式，回歸美索不達米亞社會的正常規範』。

## 意義

### 拉丁語字面義
Carpe 是 carpō（采摘、收穫、豐收）的第二人稱單數現在時主動命令式，此處表示“（你要）享受、利用”；diem 是 dies（白天）的賓格；這一句的意象類似於“將今日當作成熟的果子采摘”，所以整個短語的意思就接近於“享受今日”。

### 理解
賀拉斯的原詩“採擷今日、莫要輕信明天”，通常應當在他的伊比鳩魯學派背景下理解：
這句話的用意並不是要琉柯諾忽視未來，而是說“不要相信事情會自己到位，我們應該在今天為未來做出行動”。

## 外部連結
- 维基共享资源上的相關多媒體資源：採擷今日
- 维基词典中的词条「carpe diem」